# Sad Romance
Singles
1. Emiliana
Sortie : 3 décembre 2021
2. Watawi
Sortie : 17 juin 2022
3. You
Sortie : 26 août 2022
4. Mmadu
Sortie : 3 septembre 2022
5. HALLELUJAH
Sortie : 5 mai 2023
6. Nwayi
Sortie : 2 juin 2023

Sad Romance est le premier album studio du chanteur nigérian CKay. Il est sorti par Warner Music South Africa le 23 septembre 2022. L'album présente des apparitions invitées d'Ayra Starr, Davido, Focalistic, Abidoza, Mayra Andrade et Ronisia, et a été produit par CKay. Après la sortie de l'album, CKay s'est lancé dans la tournée Sad Romance North America (2022).
Il a été produit principalement par CKay, avec une production de P2J, Christer, Abayomi Iilerioluwa, BMH, Charlie Handsome, Hoskins, Ramoni, Abidoza, Sarz et Blaisebeatz. L'album a reçu des critiques généralement positives de la part des critiques. Lyriquement, Sad Romance communique avec des éléments associés à l'amour, la luxure, l'engagement, le plaisir et la douleur. L'album a été soutenu par une piste bonus intitulée Love Nwantiti.
Le 16 juin 2023, CKay dévoile l'édition deluxe de Sad Romance.

## Contexte et promotion
Le 3 novembre 2021, CKay a parlé à l'écrivain Billboard Darlene Aderoju de son prochain album. Il a déclaré qu'il voulait collaborer avec des artistes R&B comme SZA, Summer Walker et Chris Brown, ainsi que des pop stars comme Chris Martin et Billie Eilish, et a déclaré : « Mon album va être mon meilleur travail parce que je Je vais y mettre toute mon âme et mon essence ». Il tweete le 22 mai 2022, "Mon album fera l'histoire".
S'adressant au magazine Guardian Life, CKay a déclaré : « Ma musique est grandement inspirée par ce que je ressens en ce moment. Si je viens juste de rompre, c'est ce que vous allez entendre, l'ambiance de quelqu'un qui fait face à un chagrin d'amour ; et si je suis dans un endroit émotif, vous allez l'entendre dans la musique » Il a sorti You et Mmadu en tant que singles promotionnels avant la sortie de Sad Romance. Le 24 août 2022, CKay a annoncé les dates de la tournée de Sad Romance North America Tour qui commencera le 1er octobre et se terminera le 28 octobre 2022.

### Singles
Fin 2021, CKay sort Emiliana, à la suite du succès de son sleeper hit Love Nwantiti, qui lui vaut sa première entrée au palmarès Billboard. Le 1er avril 2022, il sort le clip de Emiliana, réalisé par Ahmed Mosh. Emiliana a culminé au numéro un pendant sept semaines consécutives sur le UK Afrobeats Singles Chart. Le 6 décembre 2021, elle a été nommée chanson du jour par The Native, elle a fait ses débuts au numéro quarante-quatre du TurnTable Top 50 le 13 décembre et a atteint le numéro cinq le 24 janvier 2022. Le 29 mars 2022, le morceau a fait ses débuts au numéro dix du nouveau palmarès Billboard US Afrobeats Songs.
Le 17 juin 2022, CKay sort Watawi, accompagné d'un clip vidéo réalisé par Dalia Dias en Afrique du Sud. Le 26 juin 2022, le record a culminé à la sixième place du UK Afrobeats Singles Chart. Le 28 juin 2022, Watawi a fait ses débuts au numéro 13 du Nigeria TurnTable Top 50 et au numéro 21 du palmarès américain Billboard Afrobeats Songs. En 2022, Watawi a été présélectionné sur OkayAfrica Heat of the Week.

#### Édition Deluxe
Le 5 mai 2023, CKay a sorti HALLELUJAH, mettant en vedette l'ancien compagnon du label Blaqbonez, comme premier single de l'album studio de luxe. Le 20 mai 2023, HALLELUJAH a fait ses débuts au numéro 26 du palmarès Billboard US Afrobeats Songs. Ce qui a finalement valu à Blaqbonez ses premiers débuts en carrière sur le graphique. Le 5 juin 2023, HALLELUJAH a culminé au numéro 9 du classement officiel du Top 100 du Nigeria.  Le 10 juin 2023, il a annoncé le défi #HallelujahOpenVerse et promis de récompenser 2 gagnants de 2500 $ chacun.
Le 2 juin 2023, CKay a sorti nwayi, comme deuxième single de l'album studio deluxe. Le 16 juin 2023, il a sorti l'album studio de luxe pour Sad Romance, produit principalement par CKay, ainsi que la production de BMH, Sakhile et Magicsticks. L'édition deluxe comprend des apparitions invitées de Blaqbonez, Joeboy et Tekno.

## Réception critique
Sad Romance a reçu des critiques généralement positives de la part des critiques de musique. Dans une critique pour Pulse Nigeria, Adeayo Adebiyi a déclaré que Sad Romance "est un bel album créé avec l'intention de consolider le succès de CKay à l'étranger et de rétablir son statut de connaisseur du son en Afrobeats. Cependant, en ce qui concerne Afrobeats, Afro-Emo n'est pas un son grand public et on ne sait pas à quel point ce projet peut changer cela."  Dans une critique pour The Native, Dennis Ade Peter a déclaré : "Il y aura toujours une question de savoir si CKay l'a joué un peu trop prudemment sur son premier album, le contexte ultime de l'album est dans sa contribution à tout mythe que le chanteur et producteur pourrait espérer avoir, au-delà de l'ubiquité de quelques singles. Sad Romance ne livre pas le genre de tragédie sur le thème de la romance que vous pourriez vouloir glaner dans le titre, juste quelques moments tragiques et d'autres aux yeux bleus qui aident à renforcer CKay comme l'un des meilleurs troubadours travaillant dans la pop nigériane aujourd'hui.
Emmanuel Daraloye d'AfroCritik a noté que "[une] écoute à travers ce LP effacerait les doutes des opposants volontaires".

## Liste des pistes
| 1.  | You                                              | Chukwuka Ekweani                                                              | Christer                                           | 2:55 |
| 2.  | Mmadu                                            | Ekweani                                                                       | - CKay - P2J                                       | 3:14 |
| 3.  | Leave me alone                                   | - Ekweani - Abayomi Iilerioluwa - Charlie Handsome - Hoskins                  | - Abayomi Iilerioluwa - Charlie Handsome - Hoskins | 2:54 |
| 4.  | You Cheated, I Cheated Too                       | - Ekweani - Iilerioluwa - Jonathan Awote-Mensah                               | - Iilerioluwa - CKay                               | 2:12 |
| 5.  | Come Close (featuring Ayra Starr)                | - Ekweani - Oyinkansola Sarah Aderibigbe - Raymond Inana                      | - CKay - Ramoni                                    | 3:27 |
| 6.  | Watawi (featuring Davido, Focalistic et Abidoza) | - Ekweani - David Adeleke - Lethabo Sebetso - Amogelang Chabangu              | Abidoza                                            | 4:48 |
| 7.  | Soja                                             | - Ekweani - Osabuohien Osaretin                                               | Sarz                                               | 2:50 |
| 8.  | Samson and Delilah (featuring Mayra Andrade)     | - Ekweani - Mayra Andrade                                                     | CKay                                               | 3:12 |
| 9.  | By Now                                           | - Ekweani - Marcel Akunwata                                                   | Blaisebeatz                                        | 2:44 |
| 10. | Emiliana                                         | - Ekweani - Bolatito Obisanya                                                 | - CKay - BMH                                       | 2:44 |
| 11. | Lose you (featuring Ronisia)                     | - Ekweani - Iilerioluwa - Le Marabout - Varso - Diakite Mohamed Cedric Malick | Iilerioluwa                                        | 3:06 |

| Bonus | Bonus                            | Bonus   | Bonus         | Bonus | Bonus | Bonus | Bonus | Bonus | Bonus |
| No    | Titre                            | Auteur  | Producteur(s) | Durée |       |       |       |       |       |
| ----- | -------------------------------- | ------- | ------------- | ----- | ----- | ----- | ----- | ----- | ----- |
| 12.   | Love Nwantiti (acoustic version) | Ekweani | CKay          | 3:04  |       |       |       |       |       |
| 37:10 |                                  |         |               |       |       |       |       |       |       |

| Sad Romance (Deluxe) | Sad Romance (Deluxe)             | Sad Romance (Deluxe)                | Sad Romance (Deluxe) | Sad Romance (Deluxe) | Sad Romance (Deluxe) | Sad Romance (Deluxe) | Sad Romance (Deluxe) | Sad Romance (Deluxe) | Sad Romance (Deluxe) |
| No                   | Titre                            | Auteur                              | Producteur(s)        | Durée                |                      |                      |                      |                      |                      |
| -------------------- | -------------------------------- | ----------------------------------- | -------------------- | -------------------- | -------------------- | -------------------- | -------------------- | -------------------- | -------------------- |
| 13.                  | Capture my soul (feat. Joeboy)   | - Ekweani - Joseph Akinwale         | - CKay - BMH         | 3:31                 |                      |                      |                      |                      |                      |
| 14.                  | Nwayi                            | Ekweani                             | - CKay - BMH         | 3:04                 |                      |                      |                      |                      |                      |
| 15.                  | NNEKA (featuring Tekno)          | - Ekweani - Augustine Miles Kelechi | - Sakhile - CKay     | 3:15                 |                      |                      |                      |                      |                      |
| 16.                  | HALLELUJAH (featuring Blaqbonez) | - Ekweani - Emeka Akumefule         | Magicsticks          | 2:17                 |                      |                      |                      |                      |                      |
| 12:07                |                                  |                                     |                      |                      |                      |                      |                      |                      |                      |

## Classements
| Classements (2022)                     | Meilleure position |
| -------------------------------------- | ------------------ |
| France (SNEP)                          | 88                 |
| Nigeria (TurnTable)                    | 29                 |
| Nigeria (TurnTable Alternative Albums) | 1                  |